# Henrik Lundqvist
Henrik Björn Lundqvist (* 2. März 1982 in Åre) ist ein ehemaliger schwedischer Eishockeytorwart, der im Verlauf seiner Karriere zwischen 1999 und 2020 unter anderem 1.017 Spiele für die New York Rangers in der National Hockey League (NHL) bestritten hat. Er hält bei den Rangers alle wesentlichen Franchise-Rekorde auf seiner Position, darunter für die meisten Spiele, Siege und Shutouts. Mit dem Team erreichte er das Endspiel der Playoffs 2014, unterlag dort allerdings den Los Angeles Kings. Seine Trikotnummer 30 wird bei den „Broadway Blueshirts“ seit Januar 2022 nicht mehr vergeben.
Der Schwede gilt als einer der besten Torhüter seiner Generation und der NHL-Historie, so verzeichneten nur fünf Torhüter mehr Siege in der Liga als er. Im Jahre 2012 ehrte man ihn mit der Vezina Trophy als besten Torhüter der NHL. Auf internationaler Ebene gewann Lundqvist, der seine Karriere beim Frölunda HC begann, mit der schwedischen Nationalmannschaft jeweils die Goldmedaille bei den Olympischen Winterspielen 2006 und der Weltmeisterschaft 2017. Seit 2023 ist er Mitglied der Hockey Hall of Fame, ebenso wie seit 2025 der IIHF Hall of Fame.
Lundqvists Zwillingsbruder Joel war ebenfalls professioneller Eishockeyspieler.

## Karriere

### Frölunda HC (1999–2005)
Bereits im NHL Entry Draft 2000 wurde Henrik Lundqvist vom NHL-Klub New York Rangers in der siebten Runde als 205. gezogen, blieb jedoch vorerst in Schweden. Er spielte bis 2005 beim schwedischen Spitzenclub und mehrmaligen schwedischen Meister Frölunda HC aus Göteborg und wurde dort dreimal in Folge als bester Torhüter der Elitserien mit der Honkens trofé und einmal mit dem Guldhjälmen als MVP ausgezeichnet.

### New York Rangers (2005–2020)

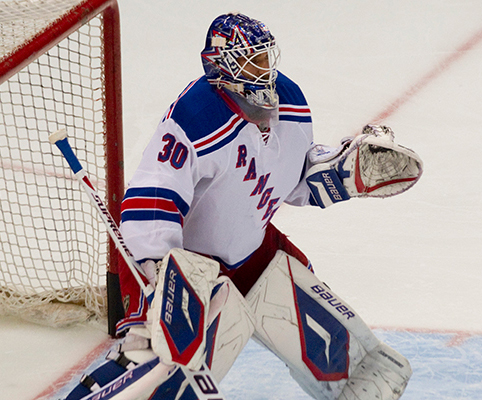
Henrik Lundqvist im Trikot der Rangers (2010)

Gleich zu Beginn der Saison 2005/06 kam Lundqvist zum Einsatz, da der Stammtorhüter Kevin Weekes verletzt ausfiel. Bereits im Oktober 2005 konnte der Schwede im Spiel gegen die Florida Panthers sein erstes Spiel ohne Gegentor absolvieren und war damit seit Januar 1985 der erste Rookie im Tor der New York Rangers, dem dies gelang. Insgesamt bestritt Lundqvist eine erfolgreiche Rookie-Saison, in den Torhüterstatistiken wie dem Gegentorschnitt und gehaltene Schüsse lag er unter den ersten fünf der ersten Liga. In den Play-offs konnte der Keeper jedoch nicht an die Leistungen der regulären Saison anknüpfen und verlor die drei Spiele in der Serie gegen die New Jersey Devils. Trotzdem erhielt Lundqvist eine Nominierung für die Vezina Trophy als bester Torhüter, die er jedoch nicht für sich entscheiden konnte.
In seiner zweiten Spielzeit bei den Blueshirts konnte der Schwede seine Leistungen aus der vergangenen Saison bestätigen und etablierte sich fortwährend als einer der besten Torhüter in der NHL, sodass die Fans den Spitznamen King Henrik bzw. The King an Lundqvist vergaben. In der Partie gegen die Dallas Stars im Dezember 2006 kam es zum dritten Mal zu einem Aufeinandertreffen von Zwillingsbrüdern in der NHL als Lundqvist gegen seinen Bruder  Joel spielte. Beim 7:0-Sieg der Rangers gegen die Atlanta Thrashers in den Eastern Conference Quarterfinals absolvierte Lundqvist als erster Torwart der Rangers seit Mike Richter im Jahr 1997 ein Spiel ohne Gegentor in den Play-offs. Im Anschluss an die Saison erhielt der Schwede zum zweiten Mal in Folge eine Nominierung für die Vezina Trophy, der jedoch abermals nicht erhielt. In der Sommerpause verlängerte er seinen Vertrag um ein Jahr mit einem kolportierten Jahresgehalt von 4,25 Millionen US-Dollar.
Während der laufenden Saison 2007/08 erfolgte eine weitere Vertragsverlängerung Lundqvists, in der man sich auf eine weitere Zusammenarbeit über sechs Jahre einigte, die dem Torhüter ein Gesamtgehalt von 41,25 Millionen Dollar einbringt. Dieser Kontrakt machte Lundqvist zum bestbezahlten Torwart in der NHL hinsichtlich des jährlichen Durchschnittsgehalts. Im Februar 2008 gelang ihm der achte Shutout der Saison, was bei den Rangers zuletzt Eddie Giacomin in der Spielzeit 1970/71 schaffte. Durch seinen 30. Saisonsieg im März 2008 ist er der zweite Goalie hinter Ron Hextall, der in seinen ersten drei Spielzeiten in der NHL mindestens 30 Siege feiern konnte. Im Oktober 2008 konnte Lundqvist mit den Rangers durch einen Sieg über Metallurg Magnitogorsk den Victoria Cup gewinnen. In der Saison 2008/09 wurde der Schwede für das NHL All-Star Game nominiert und gewann im Rahmen dessen den Wettbewerb des Elimination Shootout. Im März 2009 wurde Lundqvist durch einen Sieg über die Nashville Predators  der erste Torwart in der Geschichte der NHL, der in seinen ersten vier Spielzeiten jeweils mindestens 30 Partien gewonnen hat. Diesen Rekord baute er in den folgenden drei Jahren auf sieben Spielzeiten aus, in denen ihm dies gelang.
Im Januar 2012 erreichte er beim 3:0-Erfolg gegen die Winnipeg Jets den 40. Shoutout seiner Karriere und gewann im Anschluss an die Saison 2011/2012 die Vezina Trophy als bester Torhüter der Liga. In der darauf folgenden Saison erzielte Lundqvist im Spiel gegen die Buffalo Sabres im März 2013 den 43. Shootout-Sieg seiner Karriere und überholte damit in dieser Kategorie den bisherigen Rekordhalter Martin Brodeur. Im Dezember 2013 einigten sich der Schwede und die Rangers auf einen neuen Siebenjahresvertrag, der ihn mit einem Jahresgehalt von 8,5 Millionen Dollar endgültig zum bestbezahlten Torwart der NHL machte.

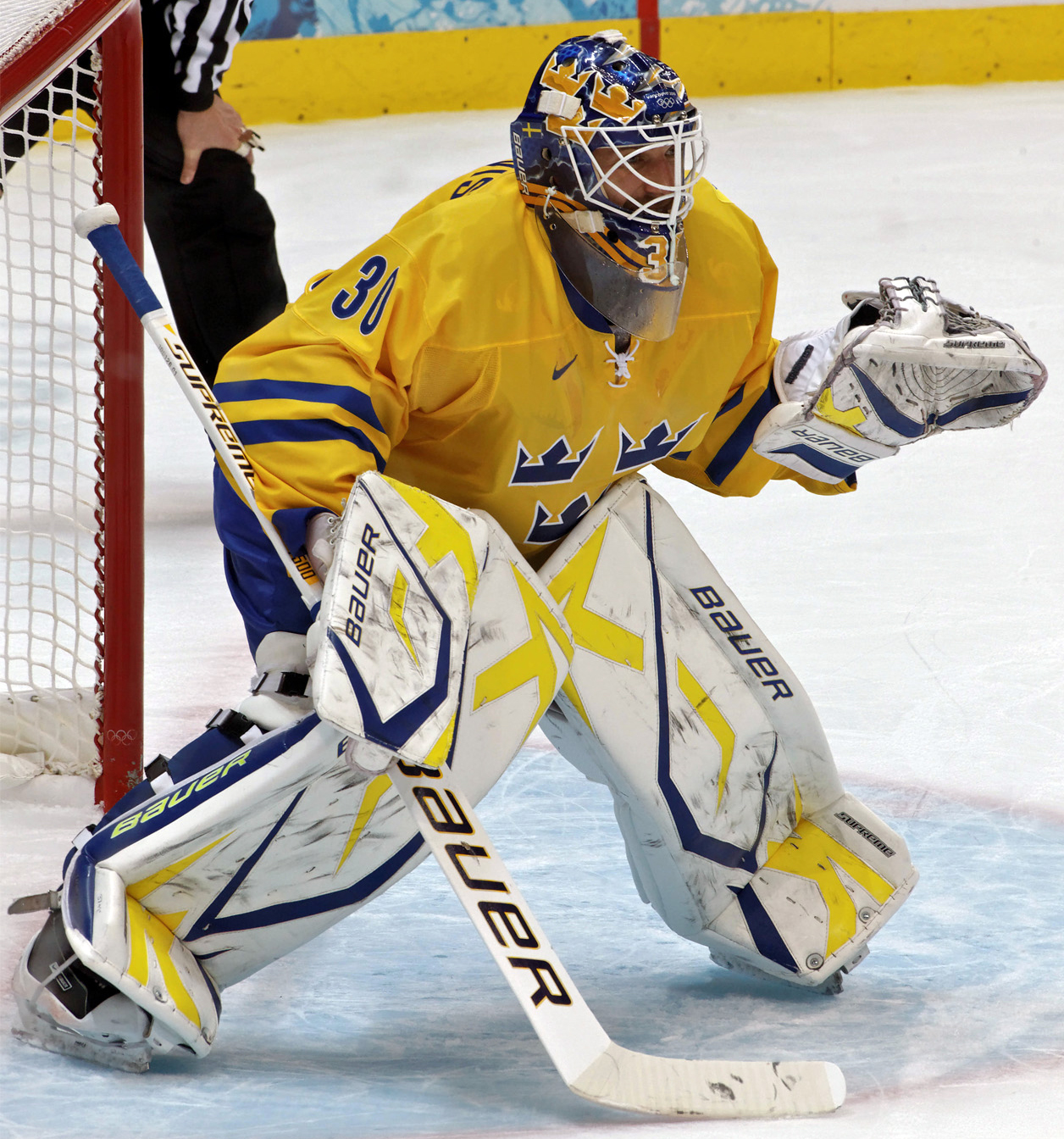
Lundqvist im Tor der Schwedischen Nationalmannschaft

Die Saison 2013/14 sollte für Lundqvist ein weiterer Höhepunkt seiner Karriere werden, so brach er mehrere Torhüterrekorde der Rangers wie beispielsweise die meisten Siege und die meisten Spiele ohne Gegentore. Mit seinen teils herausragenden Leistungen war er maßgeblich mitbeteiligt am Einzug der Blueshirts in das Stanley Cup Finale, wo man jedoch den Los Angeles Kings unterlag. In der folgenden Spielzeit konnte er seine Leistungen aus dem Vorjahr bestätigen, musste jedoch ab Februar 2015 knapp zwei Monate wegen einer Nackenverletzung pausieren. In den Play-offs war die Leistung der Mannschaft erneut maßgeblich von den starken Auftritten des Schlussmannes geprägt, der in 19 Partien zwar einen Gegentorschnitt von 2,11 und eine Fangquote von 92,8 % verzeichnete, damit jedoch das Ausscheiden der Rangers im Eastern-Conference-Finale gegen die Tampa Bay Lightning nicht verhindern konnte.
Nach knapp 15 Jahren in New York fungierte Lundqvist in der Spielzeit 2019/20 nicht mehr als unumstrittene „Nummer 1“ der Rangers, so bestritt er im Saisonverlauf eine Partie weniger als sein vorheriger Backup Alexander Georgijew. Schließlich entschlossen sich die „Broadway Blueshirts“ im September 2020, ihm sein verbleibendes Vertragsjahr auszubezahlen, sodass er sich fortan als Free Agent auf der Suche nach einem neuen Arbeitgeber befand. Seine Zeit in New York endete nach 887 Partien, 459 Siegen und 64 Shutouts, sodass er alle wesentlichen Franchise-Rekorde auf seiner Position zu diesem Zeitpunkt hielt.
Bereits ein knappes halbes Jahr nach seinem Karriereende wurde seine Trikotnummer 30 bei den Rangers im Januar 2022 gesperrt und wird somit nicht mehr vergeben.

### Washington Capitals
Am ersten Tag der Free Agency im Oktober 2020 schloss sich Lundqvist im Rahmen eines Einjahresvertrages den Washington Capitals an. Im Dezember 2020 gab er jedoch bekannt, die Spielzeit 2020/21 aufgrund einer Herzerkrankung auszusetzen. Im August 2021 gab der Schwede im Alter von 39 Jahren schließlich seinen Rücktritt vom aktiven Sport bekannt, ohne noch einmal eine Partie für Capitals bestritten zu haben.

### International
Erst in der Saison 2005/06 nahmen die New Yorker ihre Option auf ihn wahr und er konnte sich schnell in der NHL durchsetzen. Als Stammtorhüter der Rangers kam er zu den Olympischen Winterspielen 2006 nach Turin, wo seine Mannschaft, auch dank seiner guten Leistungen im Finale gegen Finnland, zum zweiten Mal nach 1994 Olympiasieger werden konnte.
Bei den Olympischen Spielen 2014 gewann er mit der schwedischen Nationalmannschaft die Silbermedaille. Zudem vertrat er sein Heimatland beim World Cup of Hockey 2016 und erreichte dabei den dritten Platz mit der Mannschaft. Bei der Weltmeisterschaft 2017 folgte der Gewinn der Goldmedaille.
Im Jahre 2023 wurde Lundqvist, direkt nach Ablauf des Minimums von drei Jahren nach Karriereende, in die Hockey Hall of Fame aufgenommen.

## Erfolge und Auszeichnungen
| - 2000 Schwedischer Juniorenmeister mit dem Västra Frölunda HC - 2001 Schwedischer Juniorenmeister mit dem Västra Frölunda HC - 2003 Schwedischer Meister mit dem Västra Frölunda HC - 2003 Honkens trofé - 2003 Elitserien All-Star Team - 2004 Honkens trofé - 2004 Elitserien All-Star Team - 2005 Schwedischer Meister mit dem Frölunda HC - 2005 Guldhjälmen - 2005 Honkens trofé - 2005 Elitserien All-Star Team - 2005 Guldpucken | - 2006 NHL All-Rookie Team - 2008 Victoria-Cup-Gewinn mit den New York Rangers - 2009 Teilnahme am NHL All-Star Game - 2011 Teilnahme am NHL All-Star Game - 2012 Teilnahme am NHL All-Star Game - 2012 Vezina Trophy - 2012 NHL First All-Star Team - 2013 NHL Second All-Star Team - 2016 Victoriapriset - 2018 Teilnahme am NHL All-Star Game - 2019 Teilnahme am NHL All-Star Game - 2022 Sperrung der Trikotnummer 30 durch die New York Rangers |

### International
| - 2000 Bronzemedaille bei der U18-Junioren-Weltmeisterschaft - 2003 Silbermedaille bei der Weltmeisterschaft - 2004 Silbermedaille bei der Weltmeisterschaft - 2004 All-Star-Team der Weltmeisterschaft - 2006 Goldmedaille bei den Olympischen Winterspielen | - 2014 Silbermedaille bei den Olympischen Winterspielen - 2014 All-Star Team der Olympischen Winterspiele - 2017 Goldmedaille bei der Weltmeisterschaft - 2023 Aufnahme in die Hockey Hall of Fame - 2025 Aufnahme in die IIHF Hall of Fame |

## Karrierestatistik

### International
Vertrat Schweden bei:
| - U18-Junioren-Weltmeisterschaft 2000 - U20-Junioren-Weltmeisterschaft 2001 - U20-Junioren-Weltmeisterschaft 2002 - Weltmeisterschaft 2003 - Weltmeisterschaft 2004 - World Cup of Hockey 2004 - Weltmeisterschaft 2005 | - Olympischen Winterspielen 2006 - Weltmeisterschaft 2008 - Olympischen Winterspielen 2010 - Olympischen Winterspielen 2014 - World Cup of Hockey 2016 - Weltmeisterschaft 2017 - Weltmeisterschaft 2019 |

(Legende zur Torhüterstatistik: GP oder Sp = Spiele insgesamt; W oder S = Siege; L oder N = Niederlagen; T oder U oder OT = Unentschieden oder Overtime- bzw. Shootout-Niederlage; Min. = Minuten; SOG oder SaT = Schüsse aufs Tor; GA oder GT = Gegentore; SO = Shutouts; GAA oder GTS = Gegentorschnitt; Sv% oder SVS% = Fangquote; EN = Empty Net Goal; 1 Play-downs/Relegation; Kursiv: Statistik nicht vollständig)

## Persönliches
Lundqvist ist verheiratet und hat zwei Töchter. Gemeinsam mit seinem ehemaligen Mitspieler Sean Avery und weiteren Partnern besitzt er ein Restaurant im New Yorker Stadtteil Tribeca.
Seit 2009 engagiert sich Lundqvist für die wohltätige Garden of Dreams Foundation, die in Zusammenarbeit mit dem Madison Square Garden und deren Mietern verschiedene Projekte und Benefiz-Veranstaltungen für Kinder mit Behinderungen initiiert. Infolgedessen vertreibt der Schwede seit 2012 unter dem Namen Crown Collection verschiedene Kleidungsstücke, dessen Verkaufserlöse anteilig in die Stiftung fließen. Weiterhin gründete er 2014 zusammen mit seiner Frau Therese die Henrik Lundqvist Foundation, welche sich im Bildungs- sowie Gesundheitsbereich für benachteiligte Kinder und Erwachsene engagiert und dabei mit regionalen Stiftungen und Wohltätigkeitsorganisationen zusammenarbeitet. Darüber hinaus ist Lundqvist ein Athletenbotschafter der Entwicklungshilfeorganisation Right to Play. Aufgrund seines vielfältigen sozialen Engagements wurde der Torhüter im Mai 2015 für den NHL Foundation Player Award nominiert, konnte sich dabei jedoch nicht gegen Brent Burns von den San Jose Sharks durchsetzen.
In der US-amerikanischen Öffentlichkeit ist Lundqvist außerdem für seine Modeaffinität bekannt, infolgedessen arbeitet er seit Januar 2014 als Werbefigur und Model mit der schwedischen Modemarke Bread & Boxers zusammen.